# Герб Львівського воєводства (проєкт)

Проєкт герба Львівського воєводства

Герб Львівського воєводства — символ Львівського воєводства Польської республіки (1918—1939), який не був запроваджений, а проєкти не мали офіційного статусу. 
Було розроблено кілька проєктів у 1928 році та пізніше. Однак офіційно жодний з них так і не був затверджений. 
Один з проєктів створено на основі гербу Руського воєводства та Перемиської землі. Також була пропозиція створити герб з чотирма полями, який би відображав герби чотирьох історичних воєводств і земель Речі Посполитої: Руського, Белзького, Сандомирського воєводств та Перемиської землі.

## Опис
Поділений на дві частини щит. У верхньому блакитному полі золотий лев в золотій короні, повернений наліво, впирається передніми лапами на скелю. В нижньому блакитному полі — білий орел з двома головами, над якими одна золота корона.